# Daniel Stern (Schauspieler)

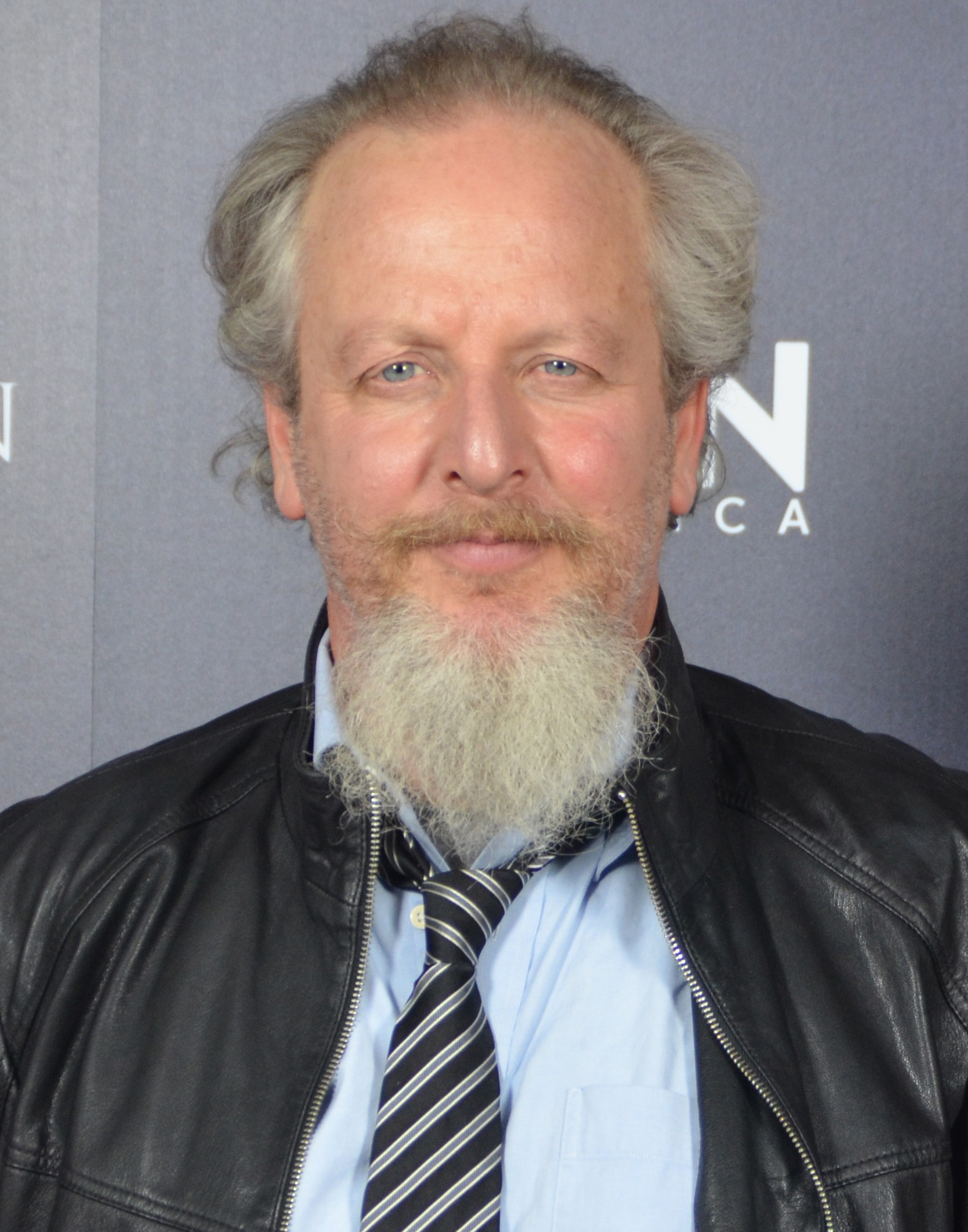
Daniel Stern (2014)

Daniel Jacob Stern (* 28. August 1957 in Bethesda, Maryland) ist ein US-amerikanischer Schauspieler. Berühmtheit erlangte er vor allem als Einbrecher Marv in Kevin allein zu Haus (1990) und dessen Fortsetzung Kevin – Allein in New York (1992).

## Leben
Stern, der einem jüdischen Elternhaus entstammt, kam zum Schauspielgeschäft, als er sich beim Shakespeare Festival in Washington D.C. als Bühnentechniker bewarb und stattdessen als Statist angestellt wurde. Von den Erfahrungen dieses Engagements ermutigt nahm er Schauspielstunden und begann in On- und Off-Broadway-Inszenierungen aufzutreten. 1979 trat er in Breaking Away erstmals in einem Film auf. Dieser Film war ein Überraschungserfolg, spielte das Zehnfache seines Budgets wieder ein und wurde mit mehreren Filmpreisen ausgezeichnet. Seinen schauspielerischen Durchbruch hatte er in Barry Levinsons American Diner. Danach trat er bis in die 1990er Jahre hinein überwiegend in Actionfilmen auf. 1988 spielte er beispielsweise in D.O.A. – Dead on Arrival (D.O.A. – Bei Ankunft Mord; Regie: Rocky Morton und Annabel Jankel; mit Meg Ryan, Dennis Quaid, Charlotte Rampling) einen ehrgeizigen Universitätsdozenten für Literatur, der aus Ruhmsucht einen Studenten ermordet, um sich das Manuskript von dessen schriftstellerischen Erstlingswerk, welches in seinen Augen einen genialen Wurf darstellte, anzueignen, um es unter eigenem Namen zu veröffentlichen. Von 1988 bis 1993 war Stern die Stimme des erwachsenen Kevin Arnold in der Serie The Wonder Years (Wunderbare Jahre).
Einem breiten Publikum bekannt wurde Stern vor allem aufgrund seiner Darstellung tollpatschiger, wiewohl liebenswerter Idioten wie Phil in City Slickers – Die Großstadt-Helden (mit Jack Palance und Billy Crystal) und Gauner Marv des Einbrecherduos die feuchten Banditen bzw. die klebrigen Banditen in den ersten beiden Teilen der Home-Alone-Filme. In der Originalversion der Fernsehserie The Wonder Years (Wunderbare Jahre) stellte er seine Stimme für den Part des Erzählers zur Verfügung, der als erwachsener Mann aus rückblickender Perspektive über Begebenheiten und Wechselfälle seiner Jugendzeit berichtet. Bei einigen Episoden der Serie führte er auch Regie. Für die Zeichentrickserie Dilbert übernahm er den Synchronpart der Titelfigur.

## Filmografie
- 1979: Vier irre Typen – Wir schaffen alle, uns schafft keiner (Breaking Away)
- 1979: Auf ein Neues (Starting Over)
- 1980: Unter guten Freunden (A Small Circle of Friends)
- 1980: Stardust Memories
- 1980: Die Scheinwerfer verlöschen (One Trick Pony)
- 1980: It’s My Turn – Ich nenn’ es Liebe
- 1981: Da steht der ganze Freeway Kopf (Honky Tonk Freeway)
- 1982: American Diner (Diner)
- 1982: Die Jagd nach dem Leben (I’m Dancing as Fast as I Can)
- 1983: Das fliegende Auge (Blue Thunder)
- 1983: Get Crazy
- 1983: Daniel
- 1984: Samson und Delilah (Fernsehfilm)
- 1984: C.H.U.D. – Panik in Manhattan (C.H.U.D.)
- 1984: Frankenweenie (Kurzfilm)
- 1984: T.V. – Total verrückt (The Ratings Game, Fernsehfilm)
- 1985: Key Exchange
- 1985: Hometown (Fernsehserie)
- 1986: Hannah und ihre Schwestern (Hannah and her Sisters)
- 1986: Comedy Factory (Fernsehserie)
- 1986: Die Frau vom Boss (The Boss’ Wife)
- 1987: Born in East L. A.
- 1988: Weekend War (Fernsehfilm)
- 1988: Milagro – Der Krieg im Bohnenfeld (The Milagro Beanfield War)
- 1988: D.O.A. – Bei Ankunft Mord
- 1988–1993: Wunderbare Jahre (The Wonder Years)
- 1989: Crazy Horse (Friends, Lovers, & Lunatics)
- 1989: Leviathan
- 1989: Kleine Monster (Little Monsters)
- 1990: Wild Boys – Der Sommer ihres Lebens (Coupe de Ville)
- 1990: My Blue Heaven
- 1990: Nenn’ mich nicht Nigger… (The Court-Martial of Jackie Robinson, Fernsehfilm)
- 1990: Kevin – Allein zu Haus (Home Alone)
- 1991: City Slickers – Die Großstadt-Helden
- 1992: Kevin – Allein in New York (Home Alone 2: Lost in New York)
- 1993: Der Durchstarter (Rookie of the Year)
- 1993: SeaQuest DSV (Fernsehserie)
- 1994: City Slickers 2 – Die goldenen Jungs (City Slickers II: The Legend of Curly’s Gold)
- 1995: Durchgeknallt und auf der Flucht (Bushwhacked)
- 1996: Das große Basketball-Kidnapping (Celtic Pride)
- 1997: Gun – Kaliber 45 (Robert Altman’s Gun, Fernsehserie)
- 1998: The Tourist Trap
- 1998: Mein Uropa, der Held (Tourist Trap, Fernsehfilm)
- 1998: Very Bad Things
- 1999: Partners (Fernsehfilm)
- 2000: How to Kill Your Neighbor’s Dog
- 2001: Viva Las Nowhere
- 2001: Danny (Fernsehserie)
- 2003: Regular Joe (Fernsehserie)
- 2004: The Last Full Measure
- 2005: A Previous Engagement
- 2006: Bachelor Party Vegas
- 2006: Krumme Geschäfte (The Last Time)
- 2008: Otis
- 2008: 2 Romeos für Julia – Alte Liebe rostet nicht (A Previous Engagement)
- 2009: Roller Girl – Manchmal ist die schiefe Bahn der richtige Weg  (Whip It)
- 2009: Monk (Fernsehserie, S08E03)
- 2010: 72 Stunden – The Next Three Days (The Next Three Days)
- 2010: Eine total verrückte Bescherung (Battle of the Bulbs)
- 2012: A Christmas Story 2
- 2013: Getting On (Fernsehserie)
- 2014–2015: Manhattan (Fernsehserie)
- 2016: Love
- 2018: Game Over, Man!
- seit 2023: For All Mankind (Fernsehserie)